# Petrinzel, Sălaj
Petrinzel (în maghiară: Kispetri) este un sat în comuna Almașu din județul Sălaj, Transilvania, România.